# Commonwealth Games 2014/Netball
Bei den Commonwealth Games 2014 im schottischen Glasgow fand der Netball-Wettbewerb der Frauen vom 24. Juli bis 3. August statt.
Austragungsort war das Scottish Exhibition and Conference Centre (SECC).

## Vorrunde

### Gruppe A
| Malawi – Nordirland     |  | 71:50 |
| St. Lucia – Jamaika     |  | 24:88 |
| Neuseeland – Malawi     |  | 50:47 |
| Schottland – St. Lucia  |  | 58:30 |
| Jamaika – Nordirland    |  | 65:34 |
| Schottland – Neuseeland |  | 14:71 |
| St. Lucia – Malawi      |  | 28:69 |
| Jamaika – Schottland    |  | 68:26 |
| Nordirland – Neuseeland |  | 29:78 |
| Nordirland – St. Lucia  |  | 61:40 |
| Jamaika – Malawi        |  | 81:50 |
| Neuseeland – St. Lucia  |  | 88:19 |
| Malawi – Schottland     |  | 62:35 |
| Neuseeland – Jamaika    |  | 50:42 |
| Schottland – Nordirland |  | 32:37 |

### Gruppe B
| Australien – Wales               |  | 63:36 |
| Trinidad und Tobago – Barbados   |  | 38:37 |
| England – Wales                  |  | 65:25 |
| Südafrika – Trinidad und Tobago  |  | 56:40 |
| Australien – England             |  | 49:48 |
| Südafrika – Barbados             |  | 57:36 |
| Wales – Trinidad und Tobago      |  | 56:31 |
| Barbados – Australien            |  | 27:77 |
| England – Südafrika              |  | 41:35 |
| Wales – Barbados                 |  | 47:35 |
| Trinidad und Tobago – Australien |  | 34:69 |
| England – Trinidad und Tobago    |  | 70:24 |
| Südafrika – Wales                |  | 61:41 |
| Australien – Südafrika           |  | 64:40 |
| Barbados – England               |  | 27:69 |

## Finalrunde

### Spiel um Platz 11
| St. Lucia – Barbados |  | 27:53 |

### Spiel um Platz 9
| Trinidad und Tobago – Schottland |  | 28:46 |

### Spiel um Platz 7
| Wales – Nordirland |  | 36:58 |

### Spiel um Platz 5
| Malawi – Südafrika |  | 53:45 |

### Halbfinale
| Neuseeland – England |  | 35:34 |
| Australien – Jamaika |  | 57:42 |

### Spiel um Bronzemedaille
| England – Jamaika |  | 48:52 |

### Finale
| Neuseeland – Australien |  | 40:58 |

## Medaillengewinner
| Platz | Land       | Spielerinnen |
| ----- | ---------- | ------------ |
| 1     | Australien |              |
| 2     | Neuseeland |              |
| 3     | Jamaika    |              |